# Ерыкла (нижний приток Малой Булы)
Ерыкла́ (чув. Çирĕклĕ) — река в России, протекает в Чувашии. Устье реки находится в 16 км по левому берегу реки Малая Була. Длина реки составляет 18 км.

## Данные водного реестра
По данным государственного водного реестра России относится к Верхневолжскому бассейновому округу, водохозяйственный участок реки — Свияга от села Альшеево и до устья, речной подбассейн реки — Волга от впадения Оки до Куйбышевского водохранилища (без бассейна Суры). Речной бассейн реки — (Верхняя) Волга до Куйбышевского водохранилища (без бассейна Оки). Код водного объекта в государственном водном реестре — 08010400612112100002690.